# Nintendo Museum
Il Nintendo Museum (ニンテンドーミュージアム?) è un museo di videogiochi situato a Uji nella prefettura di Kyoto, in Giappone. Questo museo è di proprietà dell'azienda di videogiochi giapponese Nintendo ed espone una raccolta di prodotti della storia della società. È situato nel vecchio stabilimento di Ogura, dove Nintendo produceva carte collezionabili e riparava giocattoli e console. Ospita una galleria che mostra i numerosi prodotti che Nintendo ha lanciato nel corso della sua storia, concentrandosi sulla "storia e filosofia di sviluppo del prodotto con il pubblico" dell'azienda risalenti alle sue origini.

## Storia
Il museo è stato annunciato per la prima volta nel 2021 con il nome provvisorio "Nintendo Gallery". Il direttore generale di Nintendo, Shinya Takahashi, ha dichiarato che il museo presenterà "un'ampia varietà di prodotti Nintendo della storia dell'azienda". Il sindaco di Uji, Atsuko Matsumura, spera che la città, in cui sorgerà il nuovo museo, "attragga gli appassionati di videogiochi.”
Nel Nintendo Direct del 14 settembre 2023 è stato svelato il nome ufficiale della galleria con data di completamento dei lavori stimata per marzo 2024 e una data di apertura da confermare in un secondo momento. Il 20 marzo 2024, un utente su Twitter ha pubblicato la foto di un avviso esposto nel cantiere del museo, nel quale si annunciava che il museo sarebbe stato terminato entro il 30 aprile, rinviando quindi di un mese la data inizialmente annunciata. Durante i risultati finanziari di maggio, dell'azienda, è stato dichiarato il completamento dell'edificio con apertura prevista per autunno 2024. Il 20 agosto si è tenuto un Nintendo Direct, dedicato interamente al museo, presentato da Shigeru Miyamoto. Durante la diretta è stata ufficializzata la data di apertura per il 2 ottobre 2024.

## Descrizione
Il museo si trova nello stabilimento Nintendo Uji Ogura dove si trovava la fabbrica in cui Nintendo produceva carte da gioco e in cui all'epoca del Famicom veniva effettuato il controllo qualità. L'area in cui sostavano i camion è diventata una piazza dedicata a Mario. Il Nintendo Museum possiede tre edifici: Edificio espositivo 1, 2 e 3.

### Mostre
L'Edificio espositivo 1 possiede due piani.
Nel primo piano si possono provare otto esperienze e attività interattive tramite dieci monete digitali caricate nel biglietto. Per esempio su uno schermo calpestabile è possibile giocare al gioco di carte tradizionale giapponese Hyakukin Isshu tramite un dispositivo smart fornito dal museo. Oppure due giocatori possono giocare ai videogiochi delle varie console Nintendo con i controller in versione gigante.
Nel secondo piano è esposta una collezione di prodotti che fanno parte della storia di Nintendo. Sono presenti oggetti del "contemporaneo" di Nintendo come ad esempio le console e i videogiochi ma anche del passato, quando l'azienda non produceva videogiochi. Sono presenti ad esempio: carte Hanafuda, giocattoli, giochi da tavolo e le prime console da casa (Color TV-Game 6 e Color TV-Game 15) di Nintendo.
Nel museo sono presenti inoltre: il ristorante Hatena Burger, un laboratorio per creare carte Hanafuda e il negozio.